# きょしちょう座ガンマ星
きょしちょう座γ星 (きょしちょうざガンマせい、γ Tuc / γ Tucanae) は、きょしちょう座の恒星で4等星。黄白色の主系列星。